# Nakurusee
Der Nakurusee (englisch: Lake Nakuru) liegt im Lake-Nakuru-Nationalpark in Kenia und gilt weltweit als ein einmaliges Naturschauspiel. Der bis zu vier Meter tiefe abflusslose See, einer der alkalischen Sodaseen im östlichen Ostafrikanischen Grabenbruch, dem Rift Valley, ist besonders wegen seiner zahlreichen Flamingos weltberühmt. Die zeitweise bis zu zwei Millionen Flamingos ernähren sich von Blaualgen (Spirulina) oder von Kleinkrebsen, wodurch die eigentlich weißen Tiere erst ihre rosa Farbe erhalten. Schon von weitem kann man ein rosa Band erkennen, das sich am Seeufer meist um den ganzen See herumzieht. Bei Futtermangel ziehen die Flamingos an einen der anderen Sodaseen wie den Bogoriasee oder den Elmenteitasee.
Der See gehört seit 2011 als Teil des „Kenianischen Seensystems im Great Rift Valley“ zum UNESCO-Weltnaturerbe.

## Geographie
Der See liegt im östlichen Teil des Ostafrikanischen Grabenbruchs (Great Rift Valley). Das Seebecken wird im Norden von der Menengai-Caldera, im Süden vom Vulkan Mount Eburru, im Westen vom Grabenrand des Mau-Escarpments und im Osten vom Kinangop-Plateau und dem Aberdare-Vulkankomplex (Aberdare Range) begrenzt. Das 1800 km² große Einzugsgebiet ist regenarm, weswegen das hydrologische Budget des Beckens extrem negativ und der abflusslose See stark alkalisch ist.
Der See liegt vollständig im Nakuru County in Kenia, etwa 140 Kilometer nordwestlich der Hauptstadt Nairobi.

## Etymologie
Das Präfix „Na“ bedeutet „Ort“. „Kuru“ ist die Bezeichnung für „Wasserbock“ in Sprachen der nahe gelegenen Stämme (A. B. Sydserif, der am längsten lebende Bewohner von Nakuru, persönliches Interview April 1958). So bedeutet „Nakuru“ möglicherweise „der Ort des Wasserbocks“. „Der Ort, an dem die Kühe nicht fressen“ ist eine andere Definition („Die Geschichte von Nakuru von Anfang an“, E.A.S., 28. Nov. 1952). Dies würde einen mineralarmen Boden westlich der Stadt widerspiegeln.
„Nakurro“, ausgesprochen mit einem getrillerten „r“, bedeutet „der staubige Ort“, „der Verschiebungsort“, „der Ort des Rauches“ (District Commissioner, Narok). „Der Ort der Staubteufel“ ist eine andere Definition („Clouds Over Nakuru“, E.A.S., 21. Juli 1953).

## Flora und Fauna
1960 hat man zur Moskitobekämpfung zwei kleine Buntbarscharten aus der Gattung Alcolapia ausgesetzt (A. alcalica und A. grahami), die im alkalischen Milieu überleben können. Die Buntbarsche haben sich so stark vermehrt, dass sie Fisch fressende Vögel anziehen: Reiher, Pelikane und Kormorane. Der See ist die Heimat von etwa 450 Vogelarten, vor allem von Flamingos und Pelikanen. In manchen Jahren wurden bis zu einer Million Zwergflamingos am Nakurusee gezählt. Der umgebende Nakuru-Nationalpark besitzt eine reichhaltige Tierwelt mit Nashörnern, Giraffen und Antilopen. Am See wachsen etwa 550 Pflanzenarten.

## Umwelt
Der See liegt vollständig im Lake-Nakuru-Nationalpark. Er ist bei Trockenheit zunehmend von Verlandung (aber auch von Verschmutzung) bedroht, darunter beginnt auch die gesamte Lebensgemeinschaft rund um die einmalige Vogelwelt zu leiden. Am nördlichen Ufer des Sees liegt die Stadt Nakuru, mit etwa 300.000 Einwohnern (2000) die viertgrößte Stadt Kenias. Die Wasserentnahme aus den Zuflüssen des Nakurusees (Njoro, Makalia, Nderit), das Abholzen des Mau-Waldes und die Einleitung von Abwässern stellen starke Bedrohungen für die Umwelt dar. Von August bis November 2006 trocknete der See mangels Wasserzuflusses nahezu aus, teils verursacht durch kommerziellen Abbau von Sand an den Zuflüssen des Sees. Der See erhielt nur noch einen (auch bedrohten) Zufluss vom Baharini-Flüsschen. Von den Flamingos, die nicht mehr brüten können, emigrierte die überwiegende Mehrheit bereits, bevorzugt an den Naivashasee und den Baringosee.
Neuere Studien zeigen einen starken Zuwachs in der Fläche der Seen im kenianischen Rift. Auch der Nakurusee ist davon betroffen. Ausgehend von einer „normalen“ Fläche von 40 km², hat der See sich in den letzten Jahrzehnten bis zum Jahr 2020 auf eine Fläche von 68 km² ausgedehnt. Die aus alten Bäumen bestehenden Uferwälder sind dabei ertrunken; der See ist von einem Gürtel von toten Bäumen umgeben. Das Gebäude des einstigen Haupteingangs zum Nakuru-Nationalpark steht heute im Wasser. Der Anstieg führte zum einen dazu, dass der See jetzt für die Flamingos zu tief ist, sie sind nach Tanzania umgesiedelt. Andererseits sind die Fischbestände ganz erheblich angestiegen, zur Freude von Fischern, Kormoranen, Fischadlern und Pelikanen. Es werden mehrere Ursachen dafür verantwortlich gemacht. Ein großer Teil dieses Effektes wird dem Klimawandel zugeschrieben. Es werden in den Einzugsgebieten der Seen deutlich höhere Niederschlagsmengen verzeichnet. Dazu kommt die Erosion durch veränderte Landnutzung, die die Becken der Seen mit Sediment anfüllt.